# Церковь Христа Царя (Маркс)
Церковь Христа Царя — католическая церковь, находящаяся в городе Маркс, Саратовская область. Церковь названа в честь католического праздника Иисус Христос — Царь вселенной, отмечаемого в последнее воскресенье рядового времени перед началом Адвента. Церковь Христа Царя освящена в 1993 году и является первым католическим храмом, возведённым в России после 1917 года.

## История
Строительство католической церкви Христа Царя началось в 1990 году для католической общины, возобновившей своё существование в городе Марксе в 1983 году. В 1987 году в этой общине служил священник Иосиф Верт, который впоследствии был рукоположён в епископы и возглавлял апостольскую администратуру для католиков западной Сибири (11 февраля 2002 года преобразована в епархию Преображения Господня). С 1990 по 2001 год настоятелем прихода Христа Царя был священник Клеменс Пиккель, который в 1998 году был рукоположён в епископы и возглавлял апостольскую администратуру для католиков юга России (11 февраля 2002 года преобразована в епархию святого Климента).
С 2004 года по 26 июля 2015 года настоятелем церкви являлся священник Томаш Тшебуня. Со 2 августа 2015 года настоятелем церкви является о. Боско Маршнер. На территории прихода находится монастырь конгрегации «Сёстры Служительницы Иисуса в Евхаристии».

## Орган
24 ноября 2018 года в церкви состоялось открытие и освящение духового органа, приуроченное к 25-летнему юбилею церкви. Инструмент был построен фирмой «Kemper» (Любек, ФРГ) в 1960 году, затем перестроен фирмой «Mayer» (Хойсвайлер) с сохранением диспозиции в 1980 году, и ранее находился в евангелическо-лютеранской церкви святого Иоанна в немецком городе Нассау.

Диспозиция органа
| I. Manual C-g3 |              |
| Pommer         | 16’          |
| Principal      | 8’           |
| Hohlflöte      | 8’           |
| Octave         | 4’           |
| Gemshorn       | 4’           |
| Quinte         | 2/3’         |
| Rohrflöte      | 2’           |
| Terz           | 13/5’        |
| Mixtur         | 4-6 f. 11/3’ |
| Trompete       | 8’           |

| II. Manual C-g3 |      |
| Gedackt         | 8’   |
| Quintade        | 8’   |
| Rohrflöte       | 4’   |
| Principal       | 2’   |
| Quinte          | 1/3’ |
| Scharf 4 f.     | 1’   |
| Regal           | 8’   |

| Pedal C-e1      |     |
| Subbass         | 16’ |
| Principal       | 8’  |
| Gedacktflöte    | 8’  |
| Quintade        | 4’  |
| Singend Kornett | 2’  |
| Posaune         | 16’ |

| 23 регистров, 2 мануала и педаль (23/II/P), 1550 труб.                                                 |
| Механическая игровая и электрическая регистровая трактуры.                                             |
| Вспомогательные устройства: - копулы: II/I, II/P, I/P; - 3 свободные комбинации; - швеллер II мануала. |